# Kurzbrauen-Brillenkauz
Der Kurzbrauen-Brillenkauz (Pulsatrix pulsatrix) ist eine Eulenart aus der Familie der Eigentlichen Eulen (Strigidae). Er kommt ausschließlich in Südamerika vor. Diese von König und Weick vorgenommene Abtrennung der Unterart Pulsatrix perspicillata pulsatrix als eigene Art wird bisher nicht allgemein akzeptiert.

## Erscheinungsbild
Der Kurzbrauen-Brillenkauz erreicht eine Körperlänge von 51 bis 52 Zentimetern und ist damit der größte Vertreter innerhalb der Gattung der Brillenkäuze. Oberscheitel und Nacken sind braun und kontrastieren nicht mit dem übrigen Körperobergefieder. Die Augenbrauen sind blass cremefarben und verhältnismäßig kurz. Der untere Teil des Gesichtsschleiers ist durch ein verhältnismäßig dünnes cremefarbenes Band vom übrigen Körperuntergefieder abgesetzt. Das Brustband ist braun. Die Augen sind braun bis blass orange-braun. 
Vom Brillenkauz unterscheidet sich der Kurzbrauen-Brillenkauz durch den braunen Oberkopf. Der Gelbbrauenkauz ist deutlich kleiner und der Bindenkauz hat auffällig längere Augenbrauen. Alle vier Arten unterscheiden sich aber vor allem durch ihr Lautrepertoire.

## Verbreitungsgebiet und Lebensraum
Der Kurzbrauen-Brillenkauz kommt von Ostbrasilien bis möglicherweise in den Nordosten von Argentinien vor. Im Norden überlappt sein Verbreitungsgebiet mit dem des Brillenkauzes. Der Gelbbrauenkauz und der Kurzbrauen-Brillenkauz sind in einzelnen Regionen sympatrische Arten. Der Kurzbrauen-Brillenkauz ist ein Standvogel, der halboffene Wälder und Wälder mit Lichtungen nutzt. Er kommt auch in der Nähe menschlicher Siedlungen vor.

## Lebensweise
Der Kurzbrauen-Brillenkauz ist eine nachtaktive Eulenart. Sein Nahrungsspektrum besteht aus kleineren Säugetieren, kleinen Vögeln und anderen Wirbeltieren. Vermutlich nistet er in Baumhöhlen. Ansonsten ist über seine Fortpflanzungsbiologie nahezu nichts bekannt.

## Belege

### Einzelbelege
1. 1 2  Claus König, Friedhelm Weick: Owls of the World. Christopher Helm, London 2008, ISBN 978-0-7136-6548-2: S. 351
2. ↑  IOC World bird list Owls
3. ↑  SACC 2008: Proposal (#326) to South American Classification Committee: Elevate the subspecies pulsatrix of the Spectacled Owl (Pulsatrix perspicillata) to species. Online, abgerufen am 5. August 2010